# Gnome Monosoupape

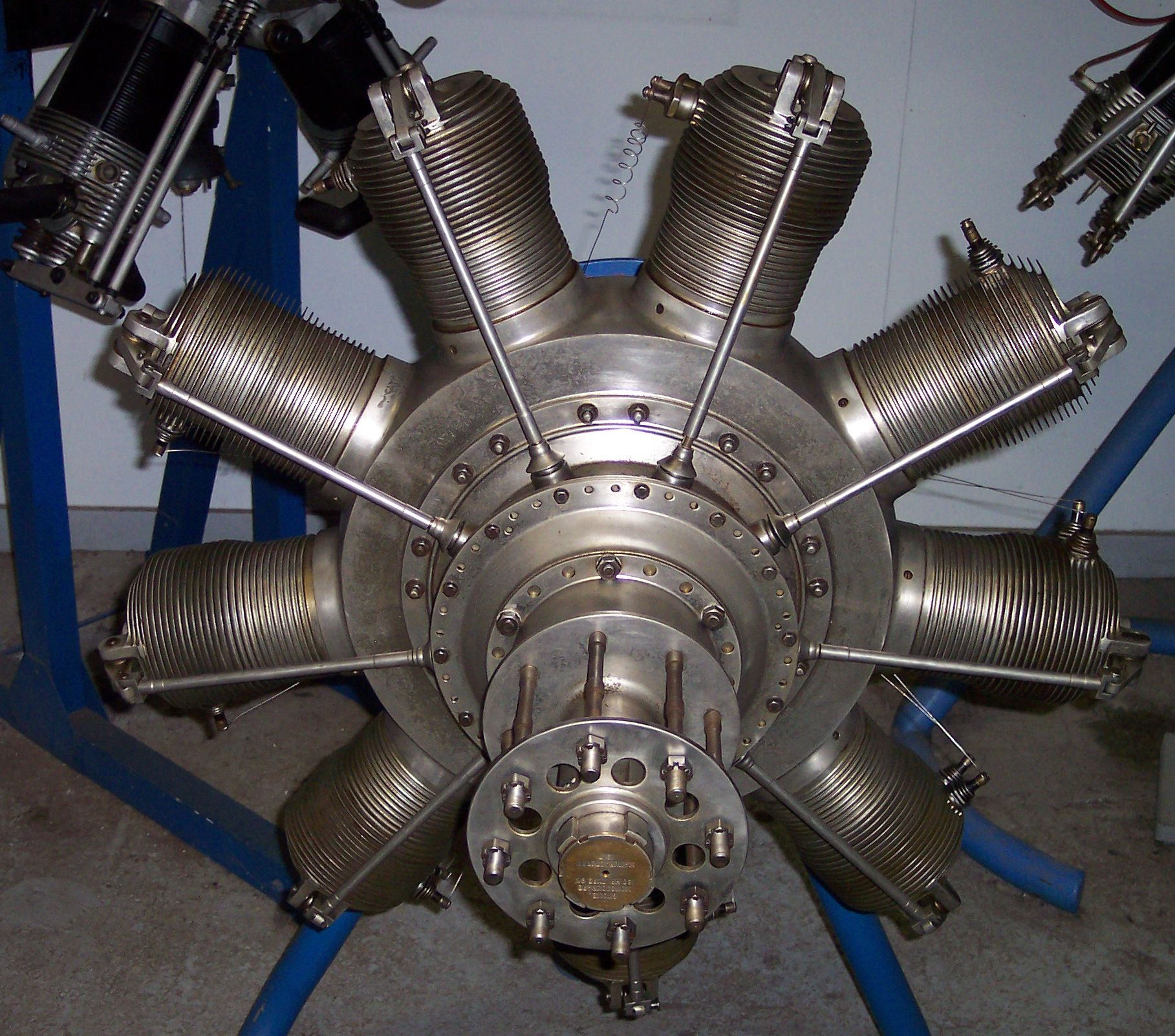
Un Gnome 9N Monosoupape de 1917.

El Monosoupape (monoválvula en francés), fue un diseño de motor usado en los últimos motores rotativos de Gnome et Rhône, e introducidos por primera vez en 1913. Se utilizó un ingenioso mecanismo de lumbreras de transferencias interiores y una sola válvula para sustituir a un gran número de partes móviles que se encuentran en los motores rotativos más convencionales, haciendo al motor Monosoupape el más fiable de su época. El diseñador de aviones Thomas Sopwith describió al Monosoupape como "uno de los más grandes avances en aviación".

## Antecedentes
Los primeros diseños de Gnome (a diferencia de los Le Rhône) usaban un sistema único de válvulas para evitar el uso de botadores, varillas y otros dispositivos complejos que se utilizan durante la fase de admisión en los motores convencionales. En su lugar, se utilizaba una sola válvula en la cabeza del cilindro, que era operada por un sistema de levas y botadores que abría la válvula cuando la presión bajaba al final del ciclo. La válvula de admisión, la cual era operada por un contrapeso, estaba ubicada en el centro del pistón, abriéndose para permitir el paso de la mezcla aire/combustible desde el cárter. 
Aunque ingenioso, el sistema tenía varias desventajas: el cilindro debía ser removido para realizar el mantenimiento a la válvula, que podía trabarse fácilmente, y para regular los tiempos de apertura; además, los Gnome eran menos económicos en el consumo de combustible que otros motores rotatorios, ya que la válvula de admisión se abría en los momentos en que era menos eficiente.

## Descripción

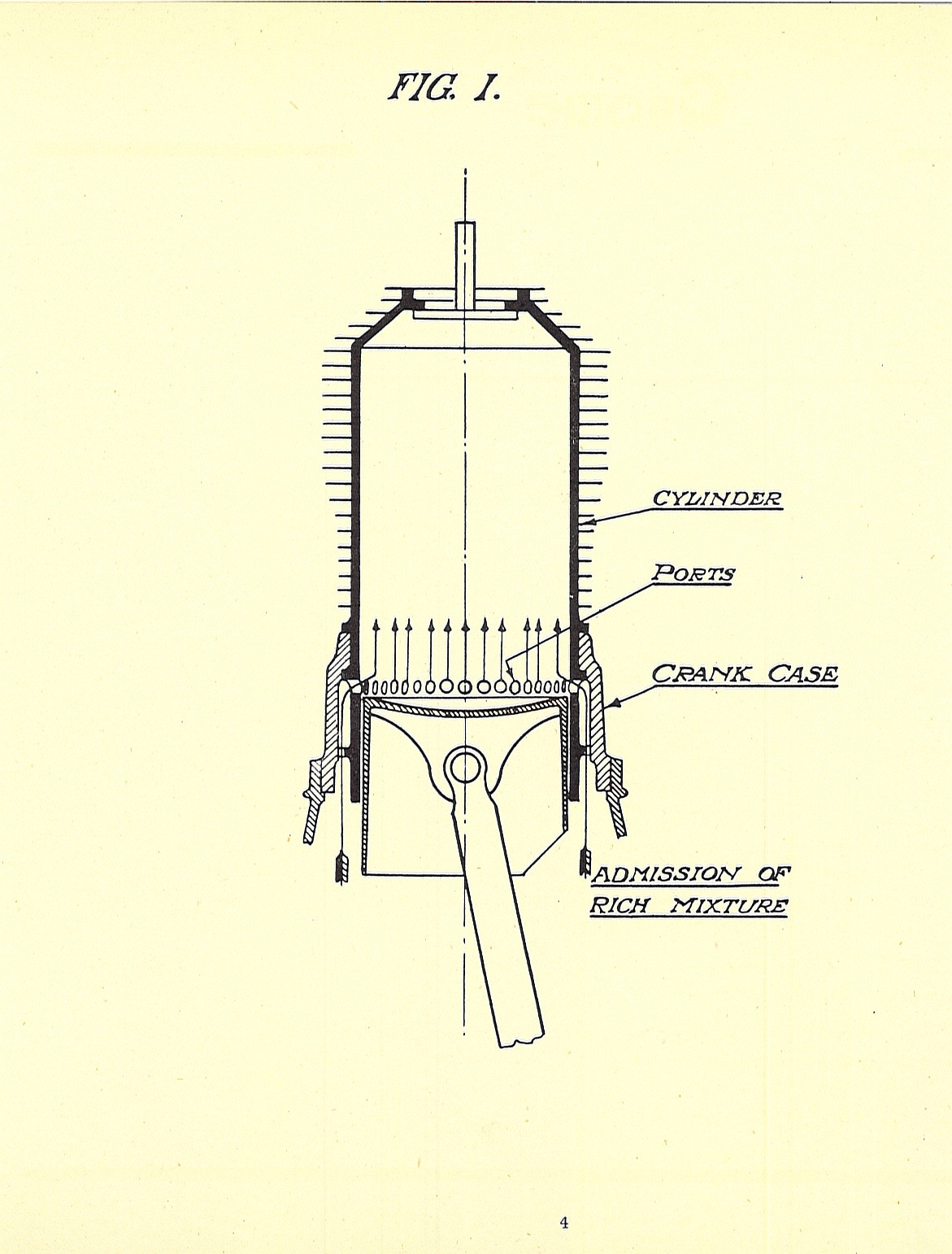
Corte del cilindro.

En 1913, Louis Seguin y su hermano Laurent (ingenieros y fundadores de la Société Des Moteurs Gnome (Compañía de Motores Gnome) en 1905) introdujeron la nueva serie Monosoupape, que eliminaba la válvula de admisión, reemplazándola por lumbreras de transferencia similares a las de los motores de dos tiempos. Comenzando con la explosión, el ciclo de cuatro tiempos trabaja normalmente hasta que el pistón estaba por alcanzar el fin de su carrera (punto muerto inferior, o PMI), momento en que la válvula de escape se abría en forma "prematura". Esto permitía a los gases todavía calientes "emerger" del cilindro antes que el pistón se detenga, disminuyendo la presión y evitando que los gases ingresen al interior del cárter. En el último tramo del recorrido, el pistón descubría 36 pequeñas aberturas alrededor de la base del cilindro, comunicando con el cárter, el cual mantenía la mezcla aire/combustible (la "carga"). En este punto no se hacía la transferencia, ya que no había diferencial de presión; el cilindro se mantenía abierto y por lo tanto a presión atmosférica. La válvula de escape comunicaba directamente con el exterior, debido a que no había múltiple de escape para ahorrar peso.
Durante el ciclo de escape, se vaciaba totalmente el cilindro, continuando el movimiento del pistón hasta el punto muerto superior (PMS), pero la válvula de escape no se cerraba. El pistón comenzaba su movimiento descendente con la válvula abierta, llenando el cilindro con aire fresco (presumiblemente sin filtrar). La válvula permanecía abierta hasta que el cilindro completaba dos tercios de su recorrido, momento en el cual la válvula se cerraba, creando un vacío parcial con el recorrido restante. Cuando el pistón descubría las lumbreras de transferencia, el vacío parcial aspiraba la mezcla del cárter.
La mezcla, muy rica, era de aire, que se aspiraba a través del cigüeñal hueco, y combustible, que se inyectaba a través de una boquilla que lo inyectaba en forma continua. Esta boquilla se encontraba al final del conducto de combustible, que ingresaba al cárter a través del hueco del cigüeñal. La boquilla se encontraba apuntando a la base de los cilindros, y apuntando a estos, donde se encontraban las lumbreras de transferencia. La boquilla se encontraba fija al cigüeñal, y los cilindros rotaban colocándose en posición sobre la boquilla sucesivamente. El ciclo de compresión era convencional.
La bujía estaba instalada horizontalmente detrás del cilindro y en la cabeza de este, pero no estaba conectada a un cable de alto voltaje. Un engranaje con púas, en forma de aro, estaba en el interior del motor, manejando un magneto fijo montado en el cortafuegos, el cual mandaba una corriente de alto voltaje a la terminal de la bujía cuando esta pasaba sobre dicho magneto. Esta disposición eliminaba la necesidad de rotores, ruptores, condensador y cables de alto voltaje encontrados en los sistemas con distribuidor convencional. Este engranaje manejaba también la bomba de aceite, la que alimentaba todos los cojinetes, y, a través de los botadores huecos, los balancines y válvulas. También accionaba una bomba de aire que presurizaba el tanque de combustible.
Debido a que el motor entero rotaba, debía tener un equilibrio perfecto, requiriendo maquinado de precisión en todas sus partes. Como resultado, el Monosoupape era extremadamente caro de construir; el modelo de 75 kW (100 hp) costaba 4000 dólares en 1916 (unos 65 000 dólares al valor del año 2000). Sin embargo, eran más ligeros que los modelos de dos válvulas, y consumían menos aceite lubricante.

### Control
El Monosoupape no tenía carburador ni acelerador, y debido a que la mayor parte del aire ingresaba a través de la válvula de escape, no podía ser controlado ajustando el aire que ingresaba al cárter, como otros motores rotatorios. Sin embargo, el Monosoupape tenía un control para regular el combustible, lo que permitía regular la velocidad en un estrecho margen. En los primeros ejemplares, la velocidad se controlaba regulando el momento y permanencia de apertura de las válvulas de escape, usando palancas que actuaban con lo botadores, pero este sistema se abandonó debido a que quemaba las válvulas. En su lugar, se usaba un interruptor que cortaba la ignición cuando era presionado. Esto se usaba con moderación para evitar dañar el motor, y era seguro de emplear solo cuando se cortaba también el combustible. Algunos Monosoupape posteriores tenían un interruptor que permitía al piloto cortar seis cilindros de tal forma que cada cilindro realizaba el encendido una vez cada tres vueltas del motor, pero manteniendo el motor en perfecto equilibrio.

### Lubricación
El sistema de lubricación era del tipo de pérdida total, en el que se inyectaba aceite de ricino en la mezcla aire/combustible mediante una bomba. El aceite de ricino era usado debido a que no se disolvía fácilmente en el combustible, y tenía cualidades lubricantes superiores a la de los aceites minerales de esa época. Más de siete litros de aceite eran inyectados en el aire cada hora de uso del motor. Esto explica por qué muchos rotativos estaban equipados con un anillo de tres/cuartos, abierto en la parte superior. Este anillo inyectaba el aceite cerca de la bujía y hacia el escape, lejos de la estructura inflamable del avión.

## Variantes
Gnome Monosoupape 7 Type A
(1916) motor rotatorio de siete cilindros, 80 hp (60 kW). Diámetro y carrera: 110 mm × 150 mm.
Gnome Monosoupape 9 Type B-2
(1916) motor rotatorio de nueve cilindros, 100 hp (75 kW). Diámetro y carrera: 110 x 150 mm.
Gnome Monosoupape 11 Type C
Versión de 11 cilindros.
Gnome Monosoupape 9 Type N
(1917)  motor rotatorio de nueve cilindros, cárter de mayor diámetro que el B-2, 150 o 160 hp (112 o 119 kW), capacidad aumentada a 15,8 l. Diámetro y carrera: 115 x 170 mm.
Gnome Monosoupape 9 Type R
Motor rotatorio de nueve cilindros de 180 hp, desarrollado del 9N con la misma carrera de 170 mm.

## Usos

### Motocicletas
La motocicleta alemana Megola, producida desde 1921 hasta 1924, estaba equipada con un pequeño motor rotativo Monosoupape de 5 cilindros de 640 cc, montado en la rueda delantera.

### Aviones
Lista de Lumsden.

#### Monosoupape 7 Type A
- Avro 504
- Avro 511
- Bristol-Coanda G.B.75
- Sopwith Pup

#### Monosoupape 9 Type B
- Avro 504
- Airco DH.2
- Airco DH.5
- Blackburn Scout
- Blackburn Twin Blackburn
- Blackburn Triplane
- Bristol-Coanda T.B.8
- Bristol Scout
- FBA Type B (hidrocanoa)
- Nieuport IV
- Royal Aircraft Factory B.E.8
- Royal Aircraft Factory F.E.8
- Short S.80
- Short Type C
- Sopwith Sociable
- Sopwith Type 807 Folder Seaplane
- Sopwith Two-Seat Scout
- Sopwith Schneider
- Sopwith Pup
- Sopwith F.1 Camel
- Vickers Gunbus (FB.2, 3, 5, 6 y 7)
- Vickers F.B.12
- Vickers F.B 19 Bullet
- Yuriev-Cheremukhin TsAGI 1-EA (1931-32)

#### Monosoupape 9 Type N
- Nieuport 28
- Sopwith Camel
- Morane-Saulnier AI
- Orenco B